# Kristus stannade i Eboli
Kristus stannade i Eboli (italienska: Cristo si è fermato a Eboli) är en italiensk-fransk dramafilm från 1979 i regi av Francesco Rosi.
Filmen baseras på Carlo Levis roman med samma namn.

## Utmärkelser
Kristus stannade i Eboli vann bland annat David di Donatello för bästa film 1979 och ett BAFTA Award för bästa film (icke engelskspråkig) 1983.

## Rollista i urval
- Gian Maria Volontè - Carlo Levi
- Paolo Bonacelli - borgmästare Don Luigino
- Alain Cuny - baron Rotunno
- Lea Massari - Luisa Levi
- Irene Papas - Guilia
- Luigi Infantiono - Faccia Lorda
- Accursio Di Leo - snickaren
- Francesco Callari - doktor Gibilesco
- Vincenzo Vitale - doktor Milillo
- Antonio Allocca - Don Cosimino
- Muzzi Loffredo - mafioson